# Trbovlje
Trbovlje là một khu tự quản (tiếng Slovenia: občine, số ít – občina) trong vùng Zasavska của Slovenia. Trbovlje có diện tích 58 km2, dân số là theo điều tra ngày 31 tháng 3 năm 2002 là 18255 người. Thủ phủ khu tự quản Trbovlje đóng tại Trbovlje.